# Pendino
Pendino je jedan od 30 četvrti u Napulju, u južnoj Italiji.
Pokriva površinu od 0,63 km 2, a 2009. godine je imao 15.588 stanovnika.
Četvrt je dio povijesnog gradskog središta (Centro htorico), uključujući Palazzo Como, u kojoj se nalazi Građanski muzej Filangieri, na glavnoj ulici sjever-jug u tom području, Via Duomo (ulica u kojoj se nalazi Napuljska katedrala). Područje je bilo jedno od najteže pogođenih risanamentom, masovnim rušenjima urbane obnove Napulja oko 1900. godine, uključujući demontažu i premještanje gore spomenutog muzeja i izgradnju same ulice Via Duomo kako bi se osigurala glavna prometna arterija za povezivanje sjeverne strane Napulja s lučkim područjem.

## Daljnje čitanje
- A. Savino, 1984: Narrate uomini la vostra storia . Milano: Adelphi
- FM Snowden, 1995: Napulj u vrijeme kolere 1884-1911 . CUP (online verzija)